# ミルカ
『ミルカ』（原題：Bhaag Milkha Bhaag）は、2013年に公開されたインドの伝記・スポーツ映画。ラケーシュ・オームプラカーシュ・メーラが監督、プラスーン・ジョーシーが脚本を務めた。1960年ローマオリンピックの陸上インド代表選手ミルカ・シンの半生を描いており、ファルハーン・アクタル、ソーナム・カプール、ディヴィヤ・ダッタ、メーシャ・シャフィ、パワン・マルホートラ、アート・マリックが出演している。競技シーンはアメリカ合衆国のアクション監督ロブ・ミラーが手がけている。
映画は3億ルピーの予算をかけて製作され、2013年7月12日に公開され観客や批評家から高い評価を得ている。インド国内では「スーパーヒット」と判定されるなど興行的な成功を収め、海外でも高い興行収入を記録している。
映画はミルカ・シンと彼の娘ソニア・サンワルカの自伝『The Race of My Life』を原作としている。シンは映画化の権利を1ルピーで譲渡し、収益の一部を自身の名前を冠した慈善団体に寄付する契約を結んだ。この団体は2003年に設立され、貧困層への支援を活動目的としている。

## キャスト
- ミルカ・シン - ファルハーン・アクタル（英語版）
- ビーロー - ソーナム・カプール
- イシュリ・カウル - ディヴィヤ・ダッタ（英語版）
- ペリザード - メーシャ・シャフィ（英語版）
- グルデーヴ・シン - パワン・マルホートラ
- ランヴィール・シン - ヨグラージ・シン（英語版）
- サンポーラン・シン - アート・マリック
- 昭和天皇 - ヒカル・イトウ
- ヴィーラパンディアン - プラカーシュ・ラージ
- ワドゥワ - K・K・ラニア（英語版）
- スティラ - レベッカ・ブリーズ（英語版）
- ジャワハルラール・ネルー - ダリップ・タヒル（英語版）
- アブドゥル・ハリク - デヴ・ギル
- ハリクのコーチ - ナワーブ・シャー
- マヒンダール - ジャス・バティア（英語版）
- ミルカの少年時代 - ジャプテージ・シン
- パキスタン人リポーター - サリム・ザイディ
- キルパール・シン - マヘンドラ・メワティ（英語版）
- 陸上日本代表選手 - 武井壮

## 製作

### 企画

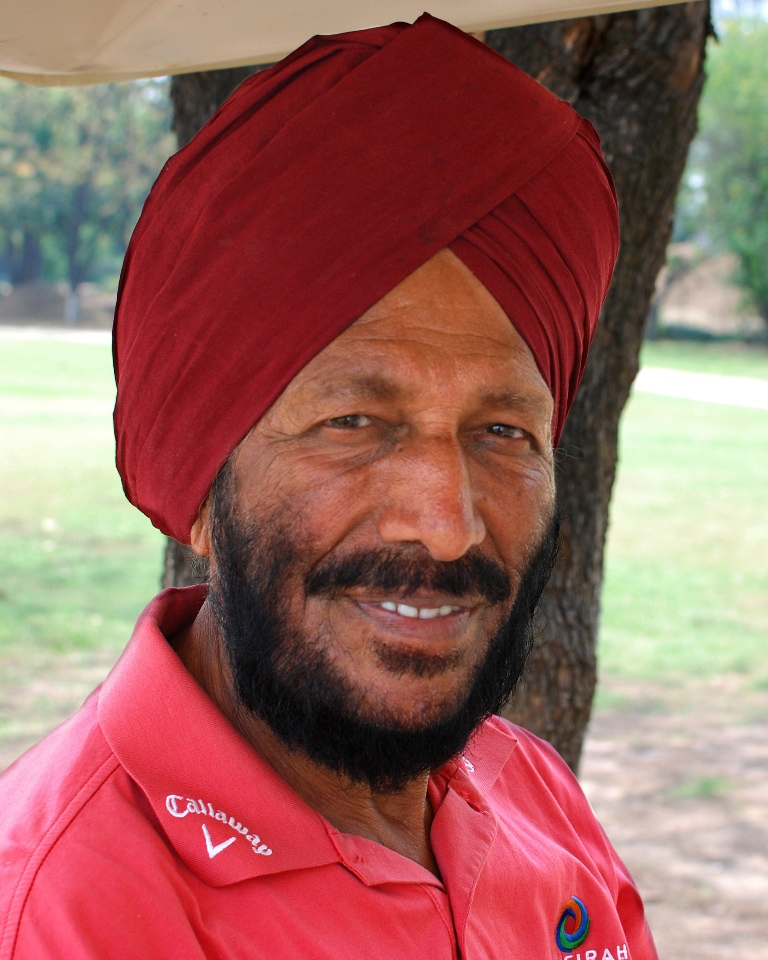
ミルカ・シン

『デリー6』公開後、ラケーシュ・オームプラカーシュ・メーラは、パキスタンの三大悲劇『Mirza Sahiban』とオリンピック選手ミルカ・シンの映画化企画に着手した。ミルカ・シンの企画はスムーズに進んだため、メーラは彼の伝記映画の製作を決定した。脚本家には、『デリー6』でも脚本を担当したプラスーン・ジョーシーが起用された。ジョーシーによると、映画のタイトル「Bhaag Milkha Bhaag（訳：走れ、ミルカ、走れ）」は劇中ではミルカの父親が言ったとされているが、実際に父親が発言した事実はなくジョーシーが考えたフレーズだという。また、彼は「映画はミルカ・シンの人生そのものではなく、一つの解釈を描いたものです」と語っている。
メーラは下調べのためにチャンディーガルを訪れ、ミルカ・シンと面会している。面会は、彼の息子で著名なゴルファーであるジェーヴ・ミルカ・シンの協力で実現した。ミルカ・シンは、「映画が若者に影響を与え、インド初のオリンピック金メダルを獲得する結果となれば、それが私にとって十分な報酬になります」と述べて高額な著作権料の受け取りを拒否し、報酬として1ルピーのみ受け取った。脚本の完成には2年半かかり、メーラは映画のジャンルをスポーツではなくヒューマン・スピリットだと語っている。

### キャスティング
2010年ごろはアビシェーク・バッチャンとアクシャイ・クマールが主要キャストとして検討されていた。メーラはバッチャンを、ミルカ・シンはクマールをそれぞれ推していたが、メーラは脚本が完成するまでキャスティングの決定を延期した。数か月間のリサーチの後、2011年9月に主要キャストが発表され、ファルハーン・アクタルとソーナム・カプールが起用された。発表後、アクタルはミルカ・シンと彼の家族に会うためパンジャーブ州を訪問した。決定前にアクタルはメータと話し合いを行い、出演することに同意した。彼は役作りのためにトレーニングを受けている。

### 撮影
2012年2月から主要撮影が始まり、パンジャーブ州を中心にデリー、東京都、メルボルン、ローマで撮影された。

### 音楽
音楽はシャンカル＝イフサーン＝ロイが担当しており、メーラの監督作品に参加するのは本作が初となった。サウンドトラックにはジョーシが作詞した7曲が収録されており、2013年6月14日に発売された。

## マーケティング
2013年8月3日にアクタルとメーラは、リライアンス・デジタル・エレクトロニクス・ストアから映画の公式モバイル・ゲームが発売されることを発表した。

## 公開
2013年7月12日にアメリカ140スクリーンを含む世界1200スクリーンで公開された。同月20日にマハーラーシュトラ州とマディヤ・プラデーシュ州の州政府は、娯楽税を免除することを決定した。24日にデリー政府も娯楽税免除を発表、25日にはゴア州政府が3か月間の免除を発表、29日にハリヤーナー州政府が免除を発表した。8月1日にはウッタル・プラデーシュ州政府が最大2か月間娯楽税を免除する提案を議決した。

## 評価

### 批評
ボリウッド・ハンガマのタラン・アダルシュは、映画は「受賞、称賛、尊敬を得る」と予測していた。Emirates 24/7のスネハ・メイ・フランシスは、映画は「まさに叙事詩である」と述べ「オリンピックの栄光が彼から離れたにもかかわらず、メーラはランナーの他の優勝者と完璧な才能の正当な名誉をたたえ、その天才に拍手を贈っている」と批評している。ザ・タイムズ・オブ・インディアのマドゥレータ・マケルジーは、「あなたが走っている時、この映画を観るために足を止めるでしょう」と批評した。インディア・トゥデイは、「ミルカと共に走りなさい。ハイペースの人生の中で、このレースは間違いなくあなたの意識を落ち着かせてくれます」と批評している。ジー・ニュースのガヤトリ・シャンカールは、「あなたが愛国心のあるインド人なら目から涙が流れ、胸を張ることでしょう」と批評している。
Rediff.comのアシーム・チャブラは、映画には新しいものが何も含まれていないと批判しているが、アクタルについては「『ミルカ』を観る理由を一つ挙げると、それはアクタルを見ることです。彼が俳優としてどのような成長を遂げたか、彼がキャラクターを演じる誠実さを見るためにです」と評価している。CNN-IBNのラジーヴ・マサンドは技術面と音楽を称賛したが、映画の長さについては「映画はインド人スプリンターのミルカ・シンのローラーコースターのような27年の人生を描いた野心的な作品です。しかし、映画はあまりにも長く、永遠に印象付けるための対象が絞られていません」と批評している。
ロサンゼルス・タイムズのロバート・エイブルは映画を「ミルカ・シンの感動的な伝記」と呼び、Twitch Filmは「『ミルカ』はボリウッドが今年輩出する最高の映画作品の一つです」と批評している。バラエティのスコット・ファウンダースは「心を奮い立たせる立派に細工された伝記」と批評している。ハリウッド・リポーターのリサ・テリングは「観客の忍耐が必要とされるが、それは爽快なクライマックスで報われます」と批評している。Digital Spyは、「この映画が作られたことは祝福であり、"フライング・シーク"の伝説を知らない世代に、インドで最も偉大な選手の感動的な物語を語ることができた」と批評している。

### 受賞
| 映画賞                                         | 部門                             | 対象                                          | 結果 | 出典   |
| ---------------------------------------------- | -------------------------------- | --------------------------------------------- | ---- | ------ |
| ビッグ・スター・エンターテインメント・アワード | エンターテインメント作品賞       | ミルカ                                        | 受賞 | [ 48 ] |
| ビッグ・スター・エンターテインメント・アワード | 男性プレイバックシンガー賞       | シッダールト・マハデーヴァン                  | 受賞 | [ 48 ] |
| 第6回ミルチ音楽賞                              | 作詞家賞                         | プラスーン・ジョーシー（「Maston Ka Jhund」） | 受賞 | [ 49 ] |
| 第6回ミルチ音楽賞                              | Song representing Sufi tradition | 「Mera Yaar」                                 | 受賞 | [ 49 ] |
| 国家映画賞                                     | 健全な娯楽を提供する大衆映画賞   | ミルカ                                        | 受賞 | [ 50 ] |
| 国家映画賞                                     | 振付賞                           | ガネーシュ・アーチャーリヤ                    | 受賞 | [ 50 ] |
| 第59回フィルムフェア賞                         | 作品賞                           | ミルカ                                        | 受賞 | [ 51 ] |
| 第59回フィルムフェア賞                         | 監督賞                           | ラケーシュ・オームプラカーシュ・メーラ        | 受賞 | [ 51 ] |
| 第59回フィルムフェア賞                         | 主演男優賞                       | ファルハーン・アクタル                        | 受賞 | [ 51 ] |
| 第59回フィルムフェア賞                         | 作詞家賞                         | プラスーン・ジョーシー                        | 受賞 | [ 51 ] |
| 第59回フィルムフェア賞                         | R・D・ブルマン賞                 | シッダールト・マハデーヴァン                  | 受賞 | [ 51 ] |
| 第59回フィルムフェア賞                         | 衣装デザイン賞                   | ドリー・アフワリア                            | 受賞 | [ 51 ] |
| 第59回フィルムフェア賞                         | 美術賞                           | アクロポリス・デザイン                        | 受賞 | [ 51 ] |
| 第20回スター・スクリーン・アワード             | 作品賞                           | ミルカ                                        | 受賞 | [ 52 ] |
| 第20回スター・スクリーン・アワード             | 主演男優賞                       | ファルハーン・アクタル                        | 受賞 | [ 52 ] |
| 第20回スター・スクリーン・アワード             | 作曲賞                           | シャンカル＝イフサーン＝ロイ                  | 受賞 | [ 52 ] |
| 第20回スター・スクリーン・アワード             | 子役賞                           | ジャプテージ・シン                            | 受賞 | [ 52 ] |
| 第15回国際インド映画アカデミー賞               | 作品賞                           | ミルカ                                        | 受賞 | [ 53 ] |
| 第15回国際インド映画アカデミー賞               | 監督賞                           | ラケーシュ・オームプラカーシュ・メーラ        | 受賞 | [ 53 ] |
| 第15回国際インド映画アカデミー賞               | 主演男優賞                       | ファルハーン・アクタル                        | 受賞 | [ 53 ] |
| 第15回国際インド映画アカデミー賞               | 助演女優賞                       | ディヴィヤ・ダッタ                            | 受賞 | [ 53 ] |
| 第15回国際インド映画アカデミー賞               | 原案賞                           | プラスーン・ジョーシー                        | 受賞 | [ 53 ] |
| 第15回国際インド映画アカデミー賞               | 音響賞                           | ナクル・カンティ                              | 受賞 | [ 53 ] |
| 第15回国際インド映画アカデミー賞               | 作曲賞                           | シャンカル＝イフサーン＝ロイ                  | 受賞 | [ 53 ] |
| 第15回国際インド映画アカデミー賞               | 撮影賞                           | ビノード・プラダーン                          | 受賞 | [ 53 ] |
| 第15回国際インド映画アカデミー賞               | 衣装デザイン賞                   | ドリー・アフワリア                            | 受賞 | [ 53 ] |
| 第15回国際インド映画アカデミー賞               | 台詞賞                           | プラスーン・ジョーシー                        | 受賞 | [ 53 ] |
| 第15回国際インド映画アカデミー賞               | 編集賞                           | P・S・バルティ                                | 受賞 | [ 53 ] |
| 第15回国際インド映画アカデミー賞               | メイクアップ賞                   | ヴィクラム・ガイクワド                        | 受賞 | [ 53 ] |
| 第15回国際インド映画アカデミー賞               | 脚本賞                           | プラスーン・ジョーシー                        | 受賞 | [ 53 ] |
| 第15回国際インド映画アカデミー賞               | 録音賞                           | デバジット・チャンガイ                        | 受賞 | [ 53 ] |
| 製作者組合映画賞                               | 作品賞                           | ミルカ                                        | 受賞 | [ 54 ] |
| 製作者組合映画賞                               | 監督賞                           | ラケーシュ・オームプラカーシュ・メーラ        | 受賞 | [ 54 ] |
| 製作者組合映画賞                               | 主演男優賞                       | ファルハーン・アクタル                        | 受賞 | [ 54 ] |
| 製作者組合映画賞                               | 助演女優賞                       | ディヴィヤ・ダッタ                            | 受賞 | [ 54 ] |
| 製作者組合映画賞                               | 脚本賞                           | プラスーン・ジョーシー                        | 受賞 | [ 54 ] |
| 製作者組合映画賞                               | 原案賞                           | プラスーン・ジョーシー                        | 受賞 | [ 54 ] |
| 製作者組合映画賞                               | 撮影賞                           | ビノード・プラダーン                          | 受賞 | [ 54 ] |
| 製作者組合映画賞                               | 音響賞                           | ナクル・カンティ                              | 受賞 | [ 54 ] |
| 製作者組合映画賞                               | 殿堂入り                         | ミルカ                                        | 受賞 | [ 54 ] |
| ジー・シネ・アワード                           | 作品賞                           | ミルカ                                        | 受賞 | [ 55 ] |
| ジー・シネ・アワード                           | 監督賞                           | ラケーシュ・オームプラカーシュ・メーラ        | 受賞 | [ 55 ] |
| ジー・シネ・アワード                           | 審査員選出主演男優賞             | ファルハーン・アクタル                        | 受賞 | [ 55 ] |
| ジー・シネ・アワード                           | 助演女優賞                       | ディヴィヤ・ダッタ                            | 受賞 | [ 55 ] |
| ジー・シネ・アワード                           | ボックスオフィス特別賞           | ミルカ                                        | 受賞 | [ 55 ] |

## トラブル
映画に登場する歌「Maston Ka Jhund」について、ヒンドゥー民族主義団体ヒンドゥー・ジャナジャグルティ・サミティ(HJS)は歌詞に「havan」という単語が使用されていることを問題視し、騒動になった。HJSは「havan」が侮蔑的な意味で使用されていると主張し、ゴア州では抗議デモが発生した。

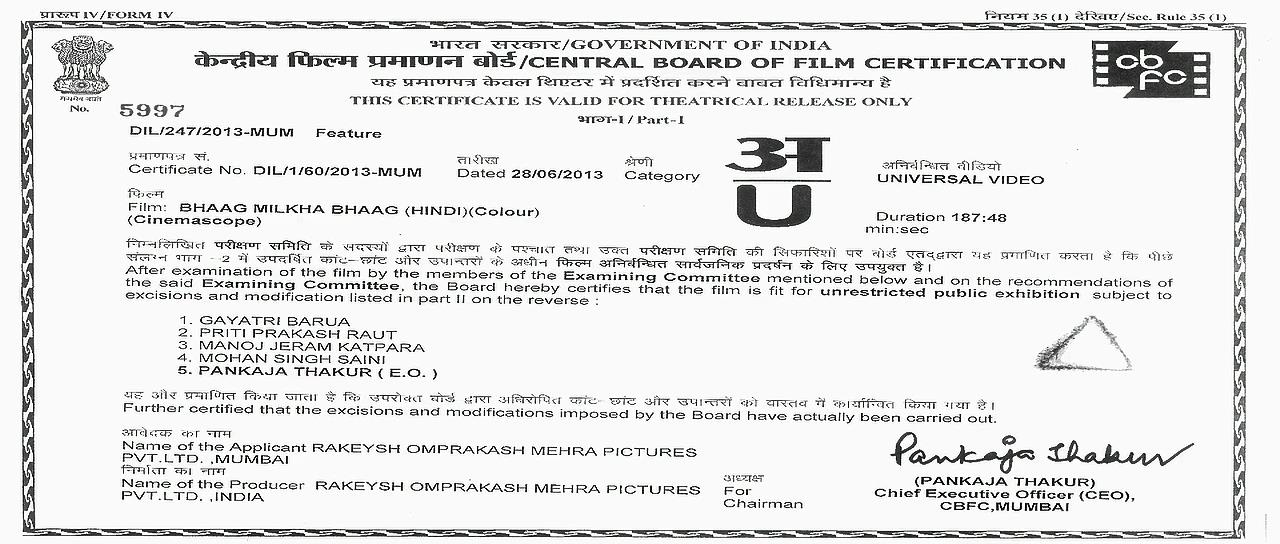
『ミルカ』の認証証明書

映画のレイティングについて、中央映画認証委員会の一部のメンバーが決定されたレイティングへの不満を表明し、情報・放送省が開催したワークショップをボイコットした。セックスや暴力的なシーンが含まれているにもかかわらず「U」指定（全年齢鑑賞可能）がされたことを理由としており、委員会メンバーで元女優のシャルミラ・タゴールは、委員会CEOパンカジャ・タクールや他のメンバーを「映画監督の操り人形であり、俗悪さを促進している」と非難している。この問題に関して、デリー高等裁判所は近年の俗悪さのエスカレート化について情報・放送省と中央映画認証委員会に説明を求めた。